# ブルージン・ピエロ
「ブルージン・ピエロ」は、稲垣潤一8枚目のシングル。1985年3月21日にファンハウスから発売された。

## 解説
5枚目のオリジナル・アルバム『NO STRINGS』先行シングル。
横浜ゴム「インテック」CMソング。

## 収録曲
- SIDE A

1. ブルージン・ピエロ
  - 作詞：安井かずみ、作曲：加藤和彦、編曲：萩田光雄

- SIDE B

1. 優しさが瞳にしみる
  - 作詞：売野雅勇、作曲：井上大輔、編曲：井上鑑